# Roman Hoszowski
Roman Wołodymyrowycz Hoszowski, ukr. Роман Володимирович Гошовський (ur. 29 lipca 1971 w Dolinie, w obwodzie iwanofrankowskim) – ukraiński piłkarz, grający na pozycji obrońcy lub defensywnego pomocnika, trener piłkarski.

## Kariera piłkarska

### Kariera klubowa
Wychowanek miejscowego zespołu Naftowyk Dolina, w którym rozpoczął karierę piłkarską. W sezonie 1992/93 występował w Beskydzie Nadwórna, a w sezonie 1993/94 w Krystale Czortków. Latem 1994 wyjechał do Łotwy, gdzie bronił barw pierwszoligowego klubu DAG Ryga. Potem przeniósł się do Polski i grał w klubach Sokół Pniewy i Wisła Kraków. Latem 1996 powrócił do domu i następnie występował w klubie Cementnyk-Chorda Mikołajów. Podczas przerwy zimowej sezonu 1996/97 został zaproszony do Prykarpattia Iwano-Frankowsk, ale rozegrał tylko jeden mecz i był wypożyczony do farm klubów Chutrowyk Tyśmienica i Krystał Czortków. Od początku 1998 bronił barw rodzimego zespołu Naftowyk Dolina. Jedynie wiosną 2001 grał przez pół roku w mołdawskim Nistru Otaci, po czym wrócił do Naftowyka. W końcu 2007 zakończył karierę piłkarską, po tym jak klub Naftowyk został rozformowany, ale od 2009 po odrodzeniu klubu powrócił do występów.

## Kariera trenerska
Karierę szkoleniowca rozpoczął po zakończeniu kariery piłkarza. Najpierw pomagał trenować, a 13 lutego 2015 objął stanowisko głównego trenera Naftowyka Dolina.

## Sukcesy i odznaczenia

### Sukcesy piłkarskie
Nistru Otaci
- finalista Puchar Mołdawii: 2001